# Шенбергер М1892
Шенбергер М1892, рани аустријски полуаутоматски пиштољ с краја 19. века.

## Карактеристике
Шенбергер М1892, произведен у Аустрији, био је први пиштољ са полуаутоматском паљбом, калибра 8 мм. Због сложености механизма за опаљивање, није нашао ширу примену.
Овај пиштољ је заснован на патентима додељеним Јозефу Лојману 1890-2, а први пут је конструисан средином 1890-их. Радио је на принципу трзања затварача, са системом одлагања на принципу трења за успоравање отварања. Магацин испод цеви пунио се оквиром са 5 метака инспирисаним оквиром пушака Манлихер. Први метак се убацивао у цев померањем уназад полуге на десној страни рама, која увлачи затварач, а затим га отпушта тако да се затвори при захватању новог метка. Да би се пиштољ испразнио, морало се притиснути дугме на десној страни магацина да би се оквир избацио нагоре.